# 비츠로넥스텍
주식회사 비츠로넥스텍(영어: Vitzro Nextech)은 대한민국의 우주항공, 플라즈마, 가속기 기술 기업이다.

## 역사
2016년 비츠로테크에서 분사되었으며 2024년 2개 평가기관으로부터 A, BBB 등급을 획득하고 2025년 4월 18일부로 주관사를 NH투자증권으로 상장 예비 심사를 신청하여 8월에 승인받았다.

## 제품
누리호에 들어가는 1단 75t 엔진과 2단 75t 엔진, 3단 7t 엔진에 쓰이는 연소기를 제작한 바 있다.